# Garry Herbert
Garry Gerard Paul Herbert (ur. 3 października 1969 w Londynie) – brytyjski wioślarz. Złoty medalista olimpijski z Barcelony.
Zawody w 1992 były jego pierwszymi igrzyskami olimpijskimi. Medal wywalczył w dwójce ze sternikiem. Osadę łodzi tworzyli również bracia Jonny i Greg Searle. Na mistrzostwach świata zdobył złoto w tej konkurencji w 1993 i był trzeci w ósemce w 1991. Brał udział w igrzyskach olimpijskich w 1996.